# OTS 44
OTS 44 là một thiên thể có khối lượng hành tinh trôi nổi tự do hoặc là một sao lùn nâu nằm ở 550 năm ánh sáng (170 pc) trong chòm sao Yến Diên (tiếng La Tinh: Chamaeleon) gần tinh vân phản xạ IC 2631. Nó nằm trong số các vật thể trôi nổi tự do có khối lượng thấp nhất, với khối lượng xấp xỉ 11,5 lần khối lượng Sao Mộc, hoặc xấp xỉ 1,1% so với Mặt trời. Bán kính của nó không được biết đến nhiều và được ước tính là 23-57% so với Mặt trời.
OTS 44 được phát hiện vào năm 1998 bởi Oasa, Tamura và Sugitani với tư cách là một thành viên của khu vực hình thành sao Chamaeleon I. Dựa trên các quan sát hồng ngoại với Kính viễn vọng Không gian Spitzer và Kính thiên văn không gian Herschel, OTS 44 phát ra một lượng dư bức xạ hồng ngoại cho một vật thể thuộc loại này, cho thấy nó có một đĩa vòng quanh sao gồm các hạt đá và băng. Đĩa này có khối lượng ít nhất 10 khối lượng Trái Đất. Các quan sát với máy quang phổ SINFONI tại Kính thiên văn rất lớn cho thấy đĩa đang tích tụ vật chất với tốc độ xấp xỉ 10−11 khối lượng của Mặt Trời mỗi năm. Cuối cùng nó có thể phát triển thành một hệ hành tinh.